# Pugni, pupe e marinai
Pour plus de détails, voir Fiche technique et Distribution.
Pugni, pupe e marinai est un film italien réalisé par Daniele D'Anza et sorti en 1961.

## Fiche technique
Sauf indication contraire, les informations mentionnées dans cette section peuvent être confirmées par la base de données cinématographiques IMDb,  présente dans la section « Liens externes ».
- Titre : Pugni, pupe e marinai, ou Allegri marinai
- Réalisation : Daniele D'Anza
- Scénario : Franco Castellano, Vittorio Metz, Giuseppe Moccia
- Production : Dario Sabatello pour D.S. ITA
- Musique : Armando Trovajoli
- Photographie : Marco Scarpelli
- Montage : Roberto Cinquini
- Décors : Luigi D'Avoria
- Costumes : Gaia Romanini
- Durée : 100 minutes
- Son : Mono
- Format d'image : Noir et blanc, 35 mm
- Date de sortie en salle en France (inédit à Paris, distribué en province) : 8 décembre 1967[1]

## Distribution
Sauf indication contraire, les informations mentionnées dans cette section peuvent être confirmées par la base de données cinématographiques IMDb,  présente dans la section « Liens externes ».
- Ugo Tognazzi : Capo Campana
- Raimondo Vianello : commandant
- Maurizio Arena : Alberto Mariani
- Monique Just : Stella Martini
- Maria Grazia Spina : Grazia
- Gloria Paul : Gloria
- Paolo Ferrari : Antonio Santini
- Franco Franchi : Salvatore
- Ciccio Ingrassia : Rosario
- Alberto Bonucci : docteur Milanò
- Renzo Palmer : Marco Pennacchiotti
- Enzo Cerusico : Raffaele Bottari
- Elio Crovetto : Brighetti
- Giampiero Littera : collègue de Brighetti
- Agostino Salvietti
- Giuseppe Anatrelli : Don Pietro
- Mario Frera : Don Ciccio
- Giacomo Furia : employé de la Rai